# Heliograf
Heliograf je uređaj za registraciju Sunčeva zračenja. Tako se nazivaju uređaji za automatsku registraciju osunčanja (insolacije), uređaji za snimanje površine Sunca, a u fototelegrafiji su se tako nazivali uređaji za odašiljanje signala Morseovom telegrafijom s pomoću reflektiranoga Sunčeva zračenja. Važan je dio svakog heliografa heliostat.
Heliograf je uređaj koji bilježi količinu insolacije Sunca na određenom mjestu. Rezultati pružaju informacije o vremenu i klimi na geografskom području. Ova informacija je korisna u meteorologiji, znanosti, poljoprivredi, turizmu i drugih područjima.
Oblik praćenja Sunčevog zračenja koji se ipak zadržao u hrvatskoj meteorološkoj praksi je mjerenje trajanja sijanja Sunca, odnosno trajanje osunčavanja (insolacije) heliografom. Najstariji heliograf kod nas postavljen je u Zagrebu na Griču 1889. Do Drugog svjetskog rata postoje heliografi u Splitu (Marjan) od 1926., na Hvaru od 1931., Rabu, Šibeniku i Dubrovniku od 1936. i Veloj Luci od 1937., no većina prestaje s radom početkom Drugog svjetskog rata. Na drugim postajama heliografi rade samo kratko vrijeme (Rijeka 1902. – 1912., Senj 1933. – 1939., Kraljevica 1935. – 1939.). Podatke o osunčavanju kao važnom elementu klime često sadrže analize klime većih ili manjih zemljopisnih područja. 
Mjerna stanica za mjerenje Sunčevog zračenja,  uspostavljena je na opservatoriju Zagreb-Maksimir 1969., a u Rijeci i Dubrovniku 1980. Međutim, iako je 1983. radilo osam mjernih postaja, od 1989. ukupno Sunčevo zračenje se ne mjeri ni na jednoj postaji iz mreže meteoroloških postaja Državnog hidrometeorološkog zavoda (DHMZ). Takva situacija značajno ograničava točno određivanje energetskog potencijala Sunčevog zračenja u Republici Hrvatskoj.

## Campbell–Stokesov heliograf
U praksi je pojam praćenja Sunčevog zračenja prvotno definiran uz registraciju na Campbell-Stokesovom heliografu, instrumentu koji sijanje Sunca registrira izgaranjem posebne trake, smještene iza posebne staklene leće koja zrake koncentrira na traku koja se mora mijenjati svaki dan. Campbell-Stokesov heliograf je možda najstariji instrument koji se još uvijek zadržao u redovnim meteorološkim mjerenjima (uveden u redovnu meteorološku službu 1889. godine), a prema nekima jedan je od najljepših mjernih instrumenata. Instrument je 1853. razvio J. Campbell. Njegov instrument se sastojao do staklene kugle napunjene vodom koja je postavljena u sredini izdubljene drvene posude. Staklena kugla fokusira Sunčevo zračenje na unutrašnju površinu posude i ostavlja nagoreni trag na drvu. 
G. Stokes je 1879. unaprijedio Campbellov instrument do izvedbe koja se koristi i danas. Stokesov instrument koristi staklenu kuglu (obično promjer 100 mm), od visokokvalitetnog stakla smještenu u sredini metalnog ležišta koje se može prilagođavati prema geografskoj širini. Papirna traka se stavlja iza kugle u smjeru istok zapad tako da se Sunčevo zračenje koncentrira kroz kuglu i progorijeva traku toplinskim djelovanjem. Na traci su označeni sati pa je moguće ustanoviti kad i koliko je Sunce sijalo. Traka se treba mijenjati svaki dan i obično je različita za ljeto, zimu i proljeće (jesen). Da bi traka počela registrirati potreban je određen intenzitet Sunčevog zračenja, ovisno o instrumentu između 80 i 280 W/m2. Ako je traka vlažna (česta situacija u zimskim jutrima) mora se prije nego započne registracija osušiti za što je potrebna određena količina topline, što znači da vlažna traka počinje kasnije registrirati od suhe. Krajevi metalne školjke zaklanjaju suprotnu stranu trake određeno vrijeme kod izlaza i zalaza Sunca. Često se trake ne postave dobro pa registracija nije točna. 
Najvažnija prednost Campbell-Stokesova heliografa, mogućnost rada bez potrebe za električnom energijom, nije više presudna zbog dostupnosti električnog napajanja na sve većem broju meteoroloških postaja. Za točno očitanje mjerenja je potrebna vizualna procjena iskusnog osoblja. Sama konstrukcija instrumenta ne omogućava automatizirano prikupljane podataka pa Svjetska meteorološka organizacija preporučuje napuštanje mjerenja trajanja sijanja Sunca Campbell-Stokesovim heliografom. 
Heliografi se trebaju postavljati na mjesta sa slobodnim obzorom bez ikakvih prepreka u smjeru izlaska i zalaska Sunca. Za naše zemljopisne širine to znači otvorenost obzora za izlaz od NE do SE (50°-140°) i zalaz od SW do NW (220°-310°). Ako prepreke ipak postoje, one će skraćivati registraciju heliografa ako su veće od visine Sunca pri kojima heliograf počinje ili prestaje registraciju. Ako su prepreke manje njihov utjecaj će biti obuhvaćen instrumentalnom greškom heliografa pa se mogu zanemariti. Svjetska meteorološka organizacija preporučuje najvišu visinu prepreka do 3° pri čemu izgubljeni dio registracije neće biti značajan.